# Bai Yulu
Bai Yulu (chiń. 白雨露 (ur. 10 lipca 2003 w Weinan) – chińska snookerzystka. Mistrzyni świata juniorek. Mistrzyni świata kobiet. Zwyciężczyni Mistrzostw Świata Kobiet w Snookerze w 2024. Jako pierwsza zawodniczka z Chin kontynentalnych, która zdobyła tytuł mistrzyni świata wśród kobiet, otrzymała dwuletnią przepustkę do głównego zawodowego World Snooker Tour od początku sezonu snookerowego 2024/25. Bai jest również aktualną mistrzynią świata kobiet do lat 21.

## Wczesne życie
Bai Yulu urodziła się w Weinan w Shaanxi. Gdy była dzieckiem, jej rodzice wyjechali do pracy do Dongguan w prowincji Guangdong. Po rozpoczęciu szkoły przeprowadziła się do Dongguan, aby zamieszkać z rodzicami.

## Kariera
Bai wygrała Mistrzostwa Świata Kobiet U-21 w Snookerze IBSF 2019 w Qingdao, pokonując w finale Mink Nutcharut 4–0. Podczas turnieju świętowała swoje 16 urodziny. Dotarła do ćwierćfinału Mistrzostw Świata Kobiet IBSF w Snookerze 2019 uzyskując trzy najwyższe breaki imprezy: 91, 81 i 78. W towarzystwie matki, ponieważ jako 16-latka nie mogła podróżować sama, wzięła udział w Mistrzostwach Świata Kobiet Masters w Hongkongu w 2019, gdzie w finale przegrała z Rebeccą Kenną 1–4.
Swój debiut w World Women's Snooker Tour zaliczyła podczas Mistrzostw Świata Kobiet w Snookerze 2023 w Bangkoku w Tajlandii. W meczu grupowym przeciwko Amee Kamani uzyskała breaka 127, co było najwyższym breakiem w historii turnieju i przewyższyło wynik Kelly Fisher z 2003 roku, która uzyskała wówczas 125. W półfinale pokonała 12-krotną mistrzynię Reanne Evans 5–3, ale w finale przegrała 3–6 z Baipat Siripaporn. Swój pierwszy tytuł rankingowy wśród kobiet zdobyła podczas turnieju British Women's Open 2023, pokonując w finale Evans 4–3.
Mistrzostwa Świata Kobiet w Snookerze 2024 były pierwszą edycją turnieju, która odbyła się w Chinach. Po pokonaniu Evans 5–3 w półfinale, w którym przegrywała 0–3, Bai zapewniła sobie swój pierwszy tytuł mistrzyni świata kobiet, pokonując w finale Mink 6–5. Jej 122-punktowy break w finale był najwyższym wynikiem w turnieju i najwyższym, jaki kiedykolwiek zdobyto w finale kobiet. Zdobycie tytułu mistrzyni świata kobiet zapewniło Bai dwuletnią kartę wstępu na główny zawodowy turniej World Snooker Tour od początku sezonu snookerowego 2024/25. Wygrała także równoczesne Mistrzostwa Świata Kobiet do lat 21 w Snookerze w 2024 roku, pokonując w finale Naruchę Phoemphul 3–0.

### World Snooker Tour
| Ranking                    |     |     | 88 |
| Turnieje rankingowe        |     |     |    |
| Championship League        | A   | WD  | RR |
| Xi'an Grand Prix           | NH  | LQ  |    |
| Saudi Arabia Masters       | NH  | 1R  |    |
| English Open               | A   | LQ  |    |
| British Open               | A   | LQ  |    |
| Wuhan Open                 | LQ  | LQ  | LQ |
| Northern Ireland Open      | A   | LQ  |    |
| International Championship | LQ  | LQ  |    |
| UK Championship            | A   | LQ  |    |
| Shoot Out                  | A   | 2R  |    |
| Scottish Open              | A   | LQ  |    |
| World Grand Prix           | DNQ | DNQ |    |
| German Masters             | A   | LQ  |    |
| Welsh Open                 | A   | WDQ |    |
| World Open                 | DNQ | DNQ |    |
| Players Championship       | DNQ | DNQ |    |
| Tour Championship          | DNQ | DNQ |    |
| World Championship         | LQ  | LQ  |    |
| Turnieje nierankingowe     |     |     |    |
| Shanghai Masters           | 1R  | A   |    |
| Champion of Champions      | A   | 1R  |    |

| Legenda tabeli wyników              | Legenda tabeli wyników       | Legenda tabeli wyników                     | Legenda tabeli wyników                                                              | Legenda tabeli wyników                     | Legenda tabeli wyników                     |
| ----------------------------------- | ---------------------------- | ------------------------------------------ | ----------------------------------------------------------------------------------- | ------------------------------------------ | ------------------------------------------ |
| LQ                                  | odpadnięcie w kwalifikacjach | #R                                         | odpadnięcie we wczesnej fazie turnieju (WR = runda dzikich kart, RR = faza grupowa) | QF                                         | przegrana w ćwierćfinale                   |
| SF                                  | przegrana w półfinale        | F                                          | przegrana w finale                                                                  | W                                          | zwycięstwo                                 |
| DNQ                                 | nie zakwalifikował/a się     | A                                          | nie brał/a udziału                                                                  | WD                                         | zrezygnował/a w trakcie turnieju           |
| Legenda oznaczeń w tabelach wyników |                              |                                            |                                                                                     |                                            |                                            |
| NH / Nie roz.                       | NH / Nie roz.                | Turniej nie odbył się.                     | Turniej nie odbył się.                                                              | Turniej nie odbył się.                     | Turniej nie odbył się.                     |
| NR / Nie-rank.                      | NR / Nie-rank.               | Turniej nie był zaliczany jako rankingowy. | Turniej nie był zaliczany jako rankingowy.                                          | Turniej nie był zaliczany jako rankingowy. | Turniej nie był zaliczany jako rankingowy. |
| R / Rank.                           | R / Rank.                    | Turniej był zaliczany jako rankingowy.     | Turniej był zaliczany jako rankingowy.                                              | Turniej był zaliczany jako rankingowy.     | Turniej był zaliczany jako rankingowy.     |
| MR / Minor-Rank.                    | MR / Minor-Rank.             | Turniej był zaliczany jako minor ranking.  | Turniej był zaliczany jako minor ranking.                                           | Turniej był zaliczany jako minor ranking.  | Turniej był zaliczany jako minor ranking.  |

### World Women's Snooker
| Aktualne turnieje  |    |    |   |
| UK Championship    | A  | F  | W |
| US Open            | A  | A  | A |
| Australian Open    | A  | A  | A |
| Masters            | A  | A  |   |
| Belgian Open       | A  | A  |   |
| Albanian Open      | NH | SF |   |
| Mistrzostwa Świata | F  | W  |   |
| British Open       | W  | A  |   |

### Finały kobiet: 5 (3-2)
| Legenda                         |
| ------------------------------- |
| Mistrzostwa Świata Kobiet (1–1) |
| Women's UK Championship (1–1)   |
| Inne (1–0)                      |

| Rezultat   | #  | Rok  | Turniej                   | Przeciwniczka w finale | Wynik | Przypisy |
| ---------- | -- | ---- | ------------------------- | ---------------------- | ----- | -------- |
| Finalistka | 1. | 2023 | Mistrzostwa Świata Kobiet | Baipat Siripaporn      | 3–6   | [ 18 ]   |
| Zwycięstwo | 1. | 2023 | Women’s British Open      | Reanne Evans           | 4–3   | [ 19 ]   |
| Finalistka | 2. | 2023 | Women's UK Championship   | Reanne Evans           | 1–4   | [ 20 ]   |
| Zwycięstwo | 2. | 2024 | Mistrzostwa Świata Kobiet | Nutcharut Wongharuthai | 6–5   | [ 21 ]   |
| Zwycięstwo | 3. | 2024 | Women's UK Championship   | Reanne Evans           | 4–0   | [ 22 ]   |